# 對不起，拆散你
是一部2016年美國喜劇電影，由可莉·杜瓦編劇和執導，這是她首次執導的電影。本片主演是可莉·杜瓦、梅蘭妮·林斯、娜塔莎·雷昂、文森特·皮亞扎、詹森·貝特、本·施瓦茨、艾莉亞·夏科特和蔻碧·史莫德。本片於2016年1月26日在2016年辛丹斯電影節中舉行全球首映。2016年8月26日由Samuel Goldwyn Films和派拉蒙影業公司進行有限上映，以及透過視頻點播的上映。

## 演員
- 可莉·杜瓦 飾 Jessie
- 梅蘭妮·林斯 飾 Annie
- 艾莉亞·夏科特（英语：Alia Shawkat） 飾 Lola
- 蔻碧·史莫德 飾 Ruby
- 娜塔莎·雷昂 飾 Sarah
- 詹森·貝特 飾 Matt
- 本·施瓦茨 飾 Jack
- 文森特·皮亞扎 飾 Peter

## 外部連結
- 互联网电影数据库（IMDb）上《對不起，拆散你》的资料（英文）
- 爛番茄上《對不起，拆散你》的資料（英文）
- Metacritic上《對不起，拆散你》的資料（英文）